# Новое Лукино (Архангельская область)
Но́вое Лукино́ — деревня в Приморском районе Архангельской области. Входит в состав Лисестровского сельского поселения (муниципальное образование «Лисестровское»).

## Географическое положение
Деревня расположена на правом берегу водотока Цигломинка (Исакогорка). По территории населённого пункта проходит федеральная автомобильная дорога М8 «Холмогоры», а к востоку от деревни проложены пути Северной железной дороги. Ближайшая железнодорожная станция, Бакарица, расположена в 2 км к северу. Ближайший населённый пункт Лисестровского сельского поселения, деревня Фельшинка, расположена западнее вдоль берега водотока.

## Население
| 2002 | 2010 | 2012 |
| ---- | ---- | ---- |
| 26   | ↗30  | ↘24  |

| Население                            | на 1 января 2010 года |
| ------------------------------------ | --------------------- |
| В возрасте до 16 лет                 | 1                     |
| Трудовые ресурсы (из них работающих) | 11 (11)               |
| Пенсионеры                           | 10                    |
| Всего                                | 22                    |
| Прибыло / выбыло (за год)            | 1 / 1                 |
| Родилось / умерло (за год)           | 0 / 0                 |

## Инфраструктура
Жилищный фонд деревни составляет 1,9 тыс. м². Объекты социальной сферы и стационарного торгового обслуживания населения на территории населённого пункта отсутствуют.